# FCN1
FCN1‏ (Ficolin 1) هوَ بروتين يُشَفر بواسطة جين FCN1 في الإنسان.